# N,N-Diethyl-m-toluidin
N,N-Diethyl-m-toluidin ist eine chemische Verbindung aus der Gruppe der Toluidinderivate.

## Eigenschaften
N,N-Diethyl-m-toluidin ist eine gelbliche bis hell orange, brennbare, schwer entzündbare Flüssigkeit, die schwer löslich in Wasser ist.

## Verwendung
N,N-Diethyl-m-toluidin wird als Zwischenprodukt zur Herstellung von Farbstoffen eingesetzt.